# Distretto di Ajrag
Il distretto di Ajrag è uno dei quattordici distretti (sum) in cui è suddivisa la provincia del Dornogov', in Mongolia. Conta una popolazione di 3.598 abitanti (censimento 2009). 